# Siegfried Flügge

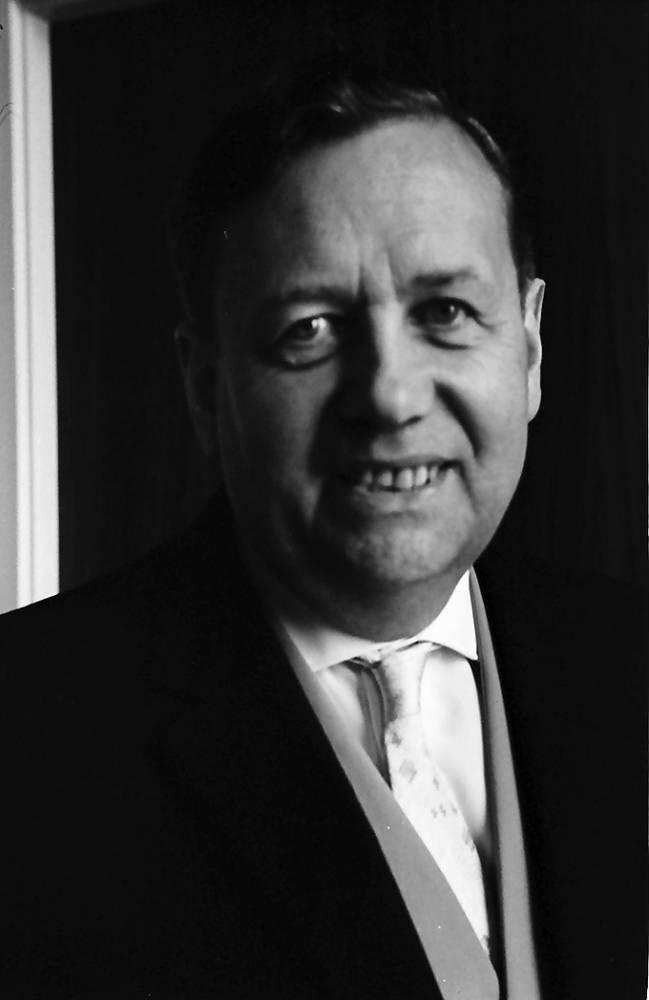
Siegfried Flügge (1961)

Siegfried Flügge (* 16. März 1912 in Dresden; † 15. Dezember 1997 in Hinterzarten) war ein deutscher Physiker und ordentlicher Professor für Theoretische Physik.

## Leben und Wirken
Flügge studierte in Dresden und Göttingen, wo er 1933 bei Max Born mit einer Arbeit über den Einfluß der Neutronen auf den inneren Aufbau der Sterne promoviert wurde. Flügge war dann Assistent in Frankfurt am Main bei Erwin Madelung, in Leipzig bei Werner Heisenberg und Friedrich Hund und am Kaiser-Wilhelm-Institut für Chemie in Berlin-Dahlem bei Otto Hahn und Lise Meitner. 1939 wies er in der einflussreichen Veröffentlichung Kann der Energieinhalt der Atomkerne technisch nutzbar gemacht werden? in den „Naturwissenschaften“ (Band  27, 1939, S. 402–410) auf die technische Realisierbarkeit von Kernreaktoren und Atombomben hin. Unter anderem veranschaulichte er die bei der Kernspaltung frei werdende Energie dadurch, dass mit der aus der vollständigen Spaltung von 1 Kubikmeter Urandioxid frei werdenden Energie 1 Kubikkilometer Wasser 27 km hoch gehoben werden kann.
Während des Krieges arbeitete er am deutschen Atomenergieprojekt. Nachdem er sich 1938 an der Technischen Universität München mit einer Arbeit über Wirkungsquerschnitte bei Reaktionen zwischen sehr leichten Atomkernen habilitiert hatte und dort schon im Wintersemester 1940 über Theoretische Physik las, wurde er 1940 Privatdozent an der Universität Berlin. 1944 wurde er außerordentlicher Professor für theoretische Physik in Königsberg und 1945 in Göttingen.
Von 1947 bis 1961 war er ordentlicher Professor in Marburg. 1949/50 war er Gastprofessor an der University of Wisconsin–Madison und 1953 am Carnegie Institute of Technology in Pittsburgh. 1961 wurde er ordentlicher Professor für Theoretische Physik in Freiburg im Breisgau.
Als Direktor des Instituts für Struktur der Materie an der Universität Marburg distanzierte er sich in einem Leserbrief am 1. Juni 1957 in der Frankfurter Allgemeine Zeitung von der Göttinger Erklärung. Über die Nutzung von Atomwaffen sollten nur Abgeordnete und nicht Physiker als Fachleute entscheiden.
Flügge forschte auf den Gebieten der theoretischen Kernphysik und Quantenmechanik, insbesondere zur Mesonentheorie der Kernkräfte und zur Streuung von Teilchen an Kernen. Sehr bekannt ist sein praktisches Lehrbuch Rechenmethoden der Quantenmechanik im Springer Verlag (zuerst 1947, unter Mitwirkung seines damaligen Assistenten Hans Marschall).
Seit 1955 war er Herausgeber des vielbändigen (54 Bände), von internationalen Autoren verfassten, Handbuchs für Physik.
Er war verheiratet und der Bruder des Ingenieurs und Mechanik-Professors der Stanford University Wilhelm Flügge.

## Mitgliedschaften und Ehrungen
- 1963 Ehrendoktor der Universität Poitiers.
- 1969 Mitglied der Leopoldina

## Veröffentlichungen (Auswahl)
- mit Krebs: Experimentelle Grundlagen der Wellenmechanik. 1936.
- mit Mattauch: Kernphysikalische Tabellen. 1942.
- Rechenmethoden der Quantentheorie. 2. Auflage. 1952; 3. Auflage (Taschenbuch) 1965.
- Theoretische Optik. 2. Auflage. 1948.
- als Hrsg.: Handbuch der Physik. 1955 ff.
- Lehrbuch der theoretischen Physik. 4 Bände. 1961–1967.
- Practical Quantum Mechanics. 2 Bände. 1971.
- Wege und Ziele der Physik. 1974.